# 埃德蒙斯頓 (馬里蘭州)
埃德蒙斯頓（英語：Edmonston）是一個位於美國馬里蘭州佐治王子縣的市鎮。

## 人口
根據2020年美國人口普查的數據，埃德蒙斯頓的面積為1.09平方千米，當中陸地面積為1.06平方千米，而水域面積為0.03平方千米。當地共有人口1617人，而人口密度為每平方千米1,483人。